# ウィリアム・ウォートン

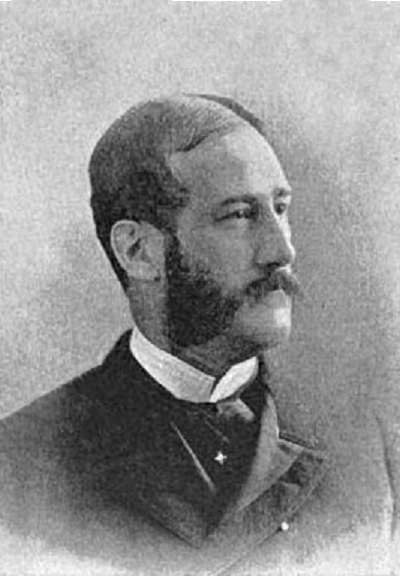
ウィリアム・ウォートン

ウィリアム・フィッシャー・ウォートン（William Fisher Wharton, 1847年 - 1919年）は、アメリカ合衆国の政治家。1889年から1893年まで第18代アメリカ合衆国国務次官補を務めた。

## 生涯
1847年、ウォートンはマサチューセッツ州において誕生した。1889年4月2日、ウォートンはベンジャミン・ハリソン大統領から国務次官補に任命され、同年4月11日に着任した。ウォートンは国務次官補を1893年3月20日までを務めた。この間ウォートンは、1892年6月4日から6月29日まで、および1893年2月24日から3月6日まで、国務長官代行も務めた。
1892年8月、ウォートンは共和党の連邦下院議員候補の1人に挙げられた。共和党ではマサチューセッツ州第8選挙区の公認候補としてウォートンのほか、州下院議員サミュエル・マッコールと州上院議員エドワード・クラインズが挙げられた。1892年9月、共和党大会において公認候補を確定する5回の投票が行われ、ウォートンは州下院議員マッコールに敗れた。マッコールはその年の選挙で民主党の現職連邦下院議員ジョン・アンドリューを破り、連邦下院議員に当選した。